# فريجيز بوجا
فريجيز بوجا هو كاتب غير روائي ودبلوماسي وسياسي مجري، ولد في 2 فبراير 1921 في Battonya ‏ في المجر، وتوفي في 5 يوليو 2008 في بودابست في المجر. نشط حزبياً في الحزب الشيوعي المجري ‏.

## مناصب
- انتخب ambassador of Hungary to Finland ‏ (1983 – 1986).
- انتخب وزير خارجية المجر [الإنجليزية]‏ (14 ديسمبر 1973 – 8 يوليو 1983).
- انتخب مبعوث (1955 – 1959).
- انتخب مبعوث (1953 – 1955).
- انتخب عضو الجمعية الوطنية المجرية ‏ خلال فترته النيابية ‏ (1975 – 1990).

## وصلات خارجية
- فريجيز بوجا على موقع مونزينجر (الألمانية)